# Dudleya palmeri
Dudleya palmeri (S.Wats.) Britt. & Roseconocida con el nombre común de Palmer's liveforever es una especie de planta carnosa perteneciente a la familia de las crasuláceas.

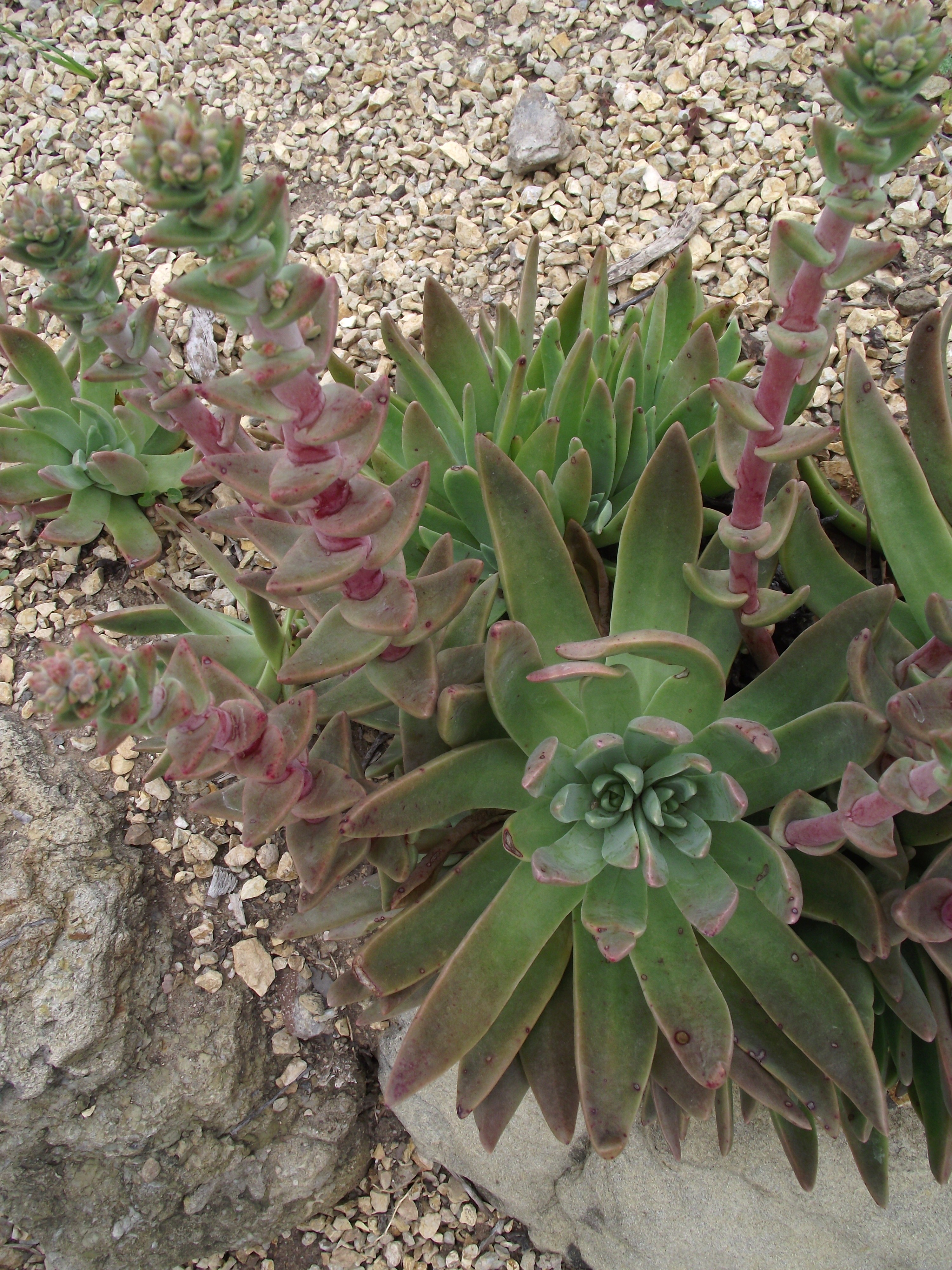
Vista de la planta

## Distribución y hábitat
Esta Dudleya es endémica de California, donde crece a lo largo de la costa de San Luis Obispo y Condado de Santa Bárbara.

## Descripción
Esta planta forma una roseta de hojas basales de hasta 20 centímetros de ancho  con un contenido de hasta 25 hojas en forma de lanza, en tonos de color verde pálido a brillante, a veces teñido de rosa.  Se erige una alta inflorescencia ramificada  de color rosado a verde en un pequeño tallo con alrededor de 40 flores. Cada flor es de color amarillo a rojo o rosa con pétalos que miden entre uno y dos centímetros de largo.

## Taxonomía
Dudleya palmeri fue descrita por (S.Wats.) Britt. & Rose y publicado en New or Noteworthy North American Crassulaceae 24. 1903.
Etimología
Dudleya: nombre genérico que fue nombrado en honor de William Russell Dudley, el primer director del departamento de botánica de la Universidad de Stanford.
palmeri: epíteto otorgado en honor del botánico Edward Palmer.
Sinonimia:
- Cotyledon palmeri S.Watson
- Echeveria palmeri (S.Watson) A.Nelson & J.F.Macbr.[2]